# Luděk Bohman
Luděk Bohman (ur. 2 grudnia 1946 w Nymburku) – czeski lekkoatleta reprezentujący Czechosłowację, sprinter, mistrz Europy z 1971.
Startował w europejskich igrzyskach juniorów w 1964 w Warszawie, gdzie odpadł w eliminacjach biegu na 100 metrów, w sztafecie 4 × 100 metrów zajął wraz z kolegami 6. miejsce, a w sztafecie szwedzkiej – 5. miejsce.
Na mistrzostwach Europy w 1969 w Atenach zdobył wraz z kolegami brązowy medal w sztafecie 4 × 100 metrów (biegła w składzie: Ladislav Kříž, Dionýz Szögedi, Jiří Kynos i Bohman). W biegach na 100 metrów i na 200 metrów odpadł w półfinałach. Startował na halowych mistrzostwach Europy w 1970 w Wiedniu, gdzie odpadł w eliminacjach biegu na 60 metrów.
Zdobył złoty medal w sztafecie 4 × 100 metrów na mistrzostwach Europy w 1971 w Helsinkach (w składzie: Kříž, Juraj Demeč, Kynos i Bohman). Odpadł w półfinałach biegów na 100 m i na 200 m. Odpadł w eliminacjach biegu na 50 metrów na halowych mistrzostwach Europy w 1972 w Grenoble.
Na igrzyskach olimpijskich w 1972 w Monachium odpadł w ćwierćfinale biegu na 100 m, a sztafeta  × 100 m z jego udziałem zajęła w finale 4. miejsce (biegła w składzie: Jaroslav Matoušek, Demeč, Kynos i Bohman). Osiągnięty wówczas wynik – 38,82 s jest do tej pory rekordem Czech. Na halowych mistrzostwach Europy w 1973 w Rotterdamie odpadł w eliminacjach biegu na 60 m. Odpadł w eliminacjach biegu na 100 m podczas mistrzostw Europy w 1974 w Rzymie, a w sztafecie 4 × 100 m zajął 8. miejsce. Podobnie odpadł w eliminacjach biegu na 200 m podczas mistrzostw Europy w 1978 w Pradze. 
Luděk Bohman był mistrzem Czechosłowacji w biegu na 100 m w 1969 i 1971, a w biegu na 200 m w 1971 i 1975, a także halowym mistrzem Czechosłowacji w biegu na 60 m w 1970, 1972 i 1973.
Oprócz kilku rekordów w sztafecie 4 × 100 m wyrównał również rekordy Czechosłowacji na 100 m (10,2 s w 1971) i na 200 m (20,8 s w 1969).